# Roger Huguet Abillar
Roger Huguet Abillar (Barcelona, 21 d'agost de 1963), més conegut com a Roger Huguet, és un empresari estatunidenc d'origen català amb doble nacionalitat hispano-estatunidenca.
Autor del llibre Amasun: tàctiques de guerrilla per al comerç local enfront del comerç online.
Va fer carrera als Estats Units, primer com a vicepresident a IMG (International Management Group), on va desenvolupar les divisions de patrocini i drets de televisió a Amèrica del Sud. Va ser conseller delegat de Media World (1998-2015) i conseller delegat d'Imagina US (2006-2015) i soci minoritari d'Imagina US. Media World operava com a filial del grup Imagina US, que era la filial americana del Grup Mediapro.
Durant aquests anys a Imagina US, l'empresa es va dedicar a produir més de 5.000 programes de televisió i a la creació de canals de cable de televisió per al mercat hispà dels Estats Units. Imagina US va créixer en 15 anys fins a facturar més de 100 milions de dòlars anuals. I Ebitda de més de 30 milions anual.
Roger Huguet va ser el fundador de Goltv.com, la primera plataforma digital només de futbol. Després va crear amb el grup Tenfield de l'Uruguai, Gol TV, el primer canal de televisió en cable dedicat 100 % a futbol. El canal va tenir un èxit fulgurant i va impulsar el creixement del mercat per cable del ron Hispa als Estats Units.
També va crear el projecte de Bein Sports als Estats Units aconseguint la distribució del canal a més de 30 milions de llars, i ingressos de més de 100 milions de dòlars anuals.
El 2014 el grup Imagina US fou venut a l'empresa Hemisphere els canals de cable Pasiones, Centroamerica TV i TVDominicana per més de 100 milions de dòlars.
A finals de 2015 va estar implicat en el cas de corrupció pel Departament de Justícia dels Estats Units en el conegut com a Cas Fifagate, però mai va arribar a estar imputat. Huguet, voluntàriament, es va declarar culpable d'haver pagat suborns ordenats pels responsables del grup Mediapro i va acordar col·laborar amb la justícia i pagar 600.000 dòlars de multa. Huguet va quedar en llibertat provisional a l'espera d'una sentència definitiva que, l'abril de 2020, després de set ajornaments previs, va quedar fixada pel 15 d'octubre de 2020.

## Trajectòria
Huguet, que va iniciar la seva carrera professional com a monitor d'esquí, va estudiar publicitat i despresurizar va fer un master de marqueting a EADA. Mes endavant el Global CEO master al IESE.
Aviat va començar a destacar en l'àmbit del màrqueting esportiu. Primer com a cap de patrocinios espíritus a Santiveru i del 1995 a 1998 va ser el director de negocis per a l'Amèrica del Sud de l'empresa International Management Group (IMG) de Nova York.
De 1998 a 2006 va ser president i conseller delegat de Media World, l'empresa filial d'Imagina US que també era la filial per al continent americà del Grup Mediapro. El juliol de 2006, totes aquestes empreses van quedar, amb la fusió de Mediapro i Globomedia, sota el paraigua del holding Imagina Media Audiovisual.
Huguet va seguir exercint com a conseller delegat d'Imagina US i Media World fins que, a finals de 2015, va ser suspès dels seus càrrecs directius per la seva implicació en el cas Fifagate.

## Fifagate
El desembre de 2015, quan el Departament de Justícia dels Estats Units va fer pública la segona relació d'acusats en el Cas Fifagate, es va saber que Roger Huguet era un dels cinc implicats que ja s'havien declarat prèviament culpables i que havien pactat amb la fiscalia, encara que mai va estar imputat.
El novembre de 2015, Roger Huguet, voluntàriament, havia admès haver seguit les instrucciones del Soci de mediapro Gerard Romy en el parament de suborns a diverses federacions centreamericanes de futbol: la Fenafuth d'Hondures, la Fedefut Guate de Guatemala, la Fesfut del Salvador i la Fedefutbol de Costa Rica per a l'adjudicació dels drets televisius dels partits classificatoris dels mundials de 2014 i 2018. Huguet va acordar col·laborar amb la justícia i pagar una multa de poc més de 600.000 dòlars. Va quedar en llibertat provisional a l'espera de sentència definitiva.
Imagina US, que havia prescindit de Roger Huguet, també va admetre haver pagat suborns i va pactar amb la fiscalia, el juliol de 2018, la restitució de més de vint-i-quatre milions de dòlars.A hores d'ara el principal responsable d'aquests suborns el soci de mediapro Gerard Romy es l'unic imputat del grup mediapro que encara esta pendent de judici.
El juny de 2019, els advocats d'Huguet van sol·licitar per setena vegada que la sentència, que estava programada pel 10 de juny 2019, s'ajornés fins a sis mesos més. La sentència definitiva va quedar programada pel 15 d'octubre de 2020.